# Final Cut Pro
Final Cut Pro és una aplicació multimèdia que permet realitzar el muntatge virtual en el mercat de l'edició no lineal. Actualment és un servei que només es troba disponible per a aquells dispositius amb un software compatible al de la multinacional nord-americana Apple Inc. De fet, això ve a dir que pertany a un programari que respon a uns drets de propietat, i no esdevé un programari lliure.
El programari ha anat rebent diferents actualitzacions fins a arribar al que trobem avui en dia, que és la versió 10.2.3 de Final Cut Pro X. Aquest programa d'edició inclou funcions com l'edició i divisió de vídeos, la incorporació de música i audio i efectes de visuals (transicions, cartells...).

## Història
El 1995 l'empresa Macromedia desenvolupa un software d'edició de vídeo no lineal; sistema que va ser adquirit posteriorment per Apple Inc. i va veure la llum l'any 1998 amb el nom de Final Cut Pro.
En un primer moment, el software Final Cut Pro estaba disponible per als sistemes operatius d'Apple i Microsoft, tot i que actualment només está disponible la versió per a Apple. Final Cut Pro permet treballar simultàniament amb vídeo i àudio; permet editar, modificar, aplicar efectes especials, transicions, efectes sonors, etc., tot en un mateix document sense perdre la qualitat del mateix i posteriorment, et dona la possibilitat de guardar el document en diversos formats en funció de les nostres necessitats. També permet l'edició multi-camara, molt recurrent en el món del cinema, la qual consisteix en combinar el vídeo de diverses cameres (aquesta opció no està disponible en Final Cut Pro X.
L'evolució d'aquest software en el temps ha sigut molt notable a nivell de qualitat i a nivell de quantitat de versions diferents que han anat sorgit al llarg dels anys. La primera versío de Final Cut Pro va sorgir l'any 1998 i a partir d'aquesta van anar sorgint un munt més fins a Final Cut Pro 7, set versions distintes sense comptar Final Cut Express (2003), Final Cut Studio (2011) i Final Cut Pro X (2011).
El 2003, Apple presentaba la nova versió de Final Cut Pro, en aquest cas Final Cut Pro 4 (software que contenía quatre aplicacions noves Compressor, permet realitzar transcode entre diversos formats; Soundtrack, per a la creació de música i mescles sonores; LiveType, creació de vídeos animats i Cinema Tools). Aquest mateix any surt a la llum Final Cut Express, software més econòmic que careix d'algunes eines d'edició de caràcter professional fet que el feia més idoni per a editors amateurs i semiprofessionals.
Anys més tard el 2011, Apple desenvolupa una nova versió millorada i canviada de Final Cut Pro, en aquest cas sortiria al mercat amb el nom de Final Cut Pro X i tindria en el seu software una serie d'aplicacions noves i millorades les quals afavorien les prestacions d'aquest editor de vídeo. Avui dia continuem utilitzant Final Cut Pro X en la seva darrera versió 10.2.3 (febrer de 2016). Aquesta nova versió aporta una nova interfaç d'usuari, noves característiques i suporta suports de 64 bits. Afegeix un sistema lineal de color de punt flotant, una resolució de 4k independetn de la resolució de reproducció, una línia de temps magnètica per a mantenir l'àudio i el vídeo en sincronia, clips compostos per facilitar la implantació de vídeo, equilibri de color no destructiva, la neteja automàtica d'àudio i col·leccions intel·ligents per organitzar els clips, etc.
Per aquests motius, Final Cut Pro X es un software d'edició de vídeo professional utilitzat per un munt de professionals del cinema com a eina de muntatge de les seves pel·lícules.
Alguns exemples:
- The Simpsons Movie (2007)
- X-Men Origins: Wolverine (2009)
- Un home seriós (2009)

## Especificacions tècniques
| Requisits del sistema         | - OS X 10.10.4 o posterior - 4 GB de RAM (recomanables 8 GB per a l'edició en 4K i títols en 3D) - Tarjeta gráfica compatible amb OpenCL o tarjeta Intel HD Graphics 3000 o posterior - 256 MB de VRAM (recomanable 1GB per a edició 4K i títols 3D) - 4,15 GB d'espai en el disc. |
| Aplicació                     | - Reproducció de vista previa a pantalla completa en temps real per a continguts SD, HD, 2K, 4K i 5K - Monitoratge extern d'áudio i video amb dispositius Thunderbolt i PCle de tercers, o via HDMI. - Arquitectura de 64 bits. |
| Edició i línia de temps       | - L'edició Multicam ofereix sincronització automàtica i permet treballar amb diversos formats, velocitats de fotograma i fins a 64 angles de cámara - Permet editar mentre importes contingut en un segon pla des de múltiples fonts - Edita a 23, 976; 24; 25; 29,97; 30; 50; 59,94 o 60 f/s - Accedeix directament a iTunes, iMove, iPhoto i Aperture mitjançant exploradors multimedia                    |
| Escurçar                      | - Retallada básica de la línia de temps - Edició ágil de notícies i documentals mitjançant funcions rápides de teclat per Inici de Retallada, Fi de Retallada o Escurçar Selecció - Moviment i retallades mitjançant teclats i valors numèrics |
| Efectes                       | - Plantilles cinematogràfiques de títols 3D amb fons i animacions integrades - Motor de renderització compartit amb Motion i Compressor - Accés a música, efectes de so, transicions, filtres, aspectes de color i generadors mitjançant exploradors multimedia |
| Àudio                         | - Edició d'àudio multicanal per ajustar canals d'áudio individuals a la línia de temps, amb la possibilitat d'assignar funcions als canals - Compatibilitat amb mostres d'áudio a un máxim de 192 kHz - Millores d'àudio per a normalitzar el volum, eliminar sorrolls de fons i treure brunzits a les freqüències de 50 i 60 Hz - Més de 1.300 efectes de so lliures de drets disponibles per a descarregar |
| Correcció de color            | - Correspondència de Color per a igualar tomes de forma eficaç amb un clic - Nombre ilimitats de correccions de colors per tomes - Equilibrar Color amb efectes instantanis per a millorar els tons de la pell, eliminar dominants de color i ampliar el rang dinámic de les zones brillants i obscures de la imatge                                                                                         |
| Formats i E/S compatibles     | - Exporta áudio en format: AAC, AC3, AIFF, CAF,MP· i WAV - Imatges fixes en format: PSD, BMP, GIF, RAW, JPEG, PNG, TGA i TIFF - Formats de video: AVI, MOV, MP4, ... |
| Gestió de material multimedia | - Agrupa esdeveniments per any o per any i mes - Agrupa clips per data de creació, data d'importació, rotllo, escena, duració o tipus d'arxiu - Mostra rangs de dates a la biblioteca d'esdeveniments - Organitza els clips per nom, presa o duració. |

## Versions
| Nom               | Versió | Any                                |
| ----------------- | --- | ---------------------------------- |
| Final Cut Pro     | Única |                                    |
| Final Cut Express | Única |                                    |
| Final Cut Pro X   | 10.0.0 10.0.1 10.0.2 10.0.3 10.0.4 10.0.5 10.0.6 10.0.7 10.0.8 10.0.9 10.1 10.1.1 10.1.2 10.1.3 10.1.4 10.2 10.2.1 10.2.2 10.2.3 (actual) | 2011 2011 2012 2013 2014 2015 2016 |

## Aspectes en contra[6]
- Les actualitzacions de Final Cut Pro X no són capaces d'obrir projectes en versions anteriors.
- No suporta importacions o exportacions de continguts d'altres mecanismes d'edició o d'altres programaris.
- XML limitat i restriccions d'ús d'aquelles aplicacions que no es corresponen a models d'Apple Inc.
- S'ha d'utilitzar un còdex ProRes per ésser més eficient encara que permet treballar amb material extret de càmeres DSLR.[7]